# المحقق كونان: تحقيقات ميرابولس
المحقق كونان: تحقيقات ميرابولس (بالإنجليزية: Case Closed: The Mirapolis Investigation)‏ هي لعبة فيديو من نوع مغامرات، صدرت في 17 مايو 2007. وهي متوفرة على أجهزة وي . اللعبة من تطوير مارفلوس وهي من نشر مارفلوس.

## روابط خارجية
- المحقق كونان: تحقيقات ميرابولس على موقع IMDb (الإنجليزية)